# Juro que
«Juro que» es una canción interpretada por la cantante y compositora española Rosalía. Fue lanzado a través de Sony y Columbia Records el 23 de enero de 2020. La canción habla del encarcelamiento de un amante. «Juro Que» devuelve a Rosalía a sus días de fusión flamenca gracias a la presencia de una guitarra española, unos acordes agresivos y una producción mínima. Se realizó en una versión abreviada en la 62.ª entrega de los premios Grammy.

## Antecedentes
El 22 de enero de 2020, Rosalía publicó una foto con la estrella española de Élite Omar Ayuso en sus respectivos perfiles de redes sociales con la leyenda «Juro que». Al día siguiente, la cantante publicó un video de ella escuchando la canción en sus Historias de Instagram. Un par de horas después, anunció que la canción se lanzaría en plataformas de transmisión ese mismo día. Una hora antes del lanzamiento oficial, «Juro Que» se filtró en Shazam y Apple Music.

## Recepción de la crítica
Escribiendo para Los 40, Laura Coca hizo la siguiente declaración sobre la canción: “La guitarra española y las palmas comparten protagonismo con la imponente voz de Rosalía. Hay mucho sentimiento en cada nota. Abrazando viejas melodías similares a las que se usan en "Que No Salga la Luna" y "Di Mi Nombre", estoy seguro de que este nuevo sencillo de ella se convertirá en otro sencillo que encabeza las listas de éxitos".

## Video musical
El video musical de "Juro Que" fue subido a YouTube el 23 de enero de 2020. Está protagonizada por Rosalía y el actor Omar Ayuso. Rosalía interpreta el papel de una mujer cuyo amante lleva preso más de cuatrocientos días. Ella le promete lealtad y que hará todo lo que esté en sus manos para liberarlo. El video completo consiste en ambos interactuando durante un tête-à-tête. El video fue dirigido por Tanu Muino y producido por Montse Urniza. Fue filmada en Barcelona en otoño de 2019.

## Conexión conel mal querer
Tanto la canción como su videoclip podrían estar relacionados con el proyecto de 2018 de la cantante El mal querer . El álbum ilustra y cuenta la historia de Flamenca, protagonista del Romance de Flamenca, novela occitana del siglo XIII. En la novela, Flamenca se casa con su amante de todos los tiempos. Su esposo está muy celoso de ella y teme que otro hombre se interese por su esposa. Sus peores sueños se hacen realidad desde que Flamenca inicia una relación con otro hombre porque se siente prisionera y cautelosa en su relación con su esposo. Cuando el marido se entera, la encierra en una torre por el resto de su vida. Al final, Flamenca se libera y mata a su marido. Cuando la policía pregunta por el responsable, el amante de Flamenca se entrega y acepta los cargos aunque él no es el culpable. El mal querer se estrenó el 2 de noviembre de 2018. Han pasado 447 días desde su lanzamiento. Esto conecta con la primera letra de la canción que dice: "mi hombre ha estado preso durante más de 400 días". Por lo tanto, esta canción podría ser un seguimiento de su proyecto de 2018; una canción que continúa la historia de Flamenca.

## Personal
Créditos adaptados de Tidal.
- Grabación and producción

- Rosalía Vila - voz, composición, producción, arreglos
- Pablo Díaz-Reixa - producción, arreglos, ingeniería de grabación
- Tradicional - compositor
- Daniel Gómez Carrero (Kaydy Cain) - composición
- José David Acedo Morales - arreglo
- DJ Riggins - asistente de ingeniería
- Jacob Richards - asistente de ingeniería
- Mike Seaberg - asistente de ingeniería
- Chris Athens - ingeniería maestra
- Jaycen Joshua - ingeniería de mezcla
- Morning Estrada - ingeniería de grabación

- Músicos adicionales

- Ane Jesús Carrasco Molina - coro vocal, palmas
- Anna Colom - coro vocal
- Claudia Gómez - coro vocal
- José Álvaro Ibáñez - coro vocal, palmas
- José Manuel Fernández (Tobalo) - coro vocal, palmas
- Juan Carlos Gil - coro vocal, palmas
- Macario Ibáñez - coro vocal, palmas
- Miguel Tellez - coro vocal, palmas
- Joselito Acedo - guitarra

## Posicionamiento en listas
| Listas (2020)                    | Mejor posición |
| -------------------------------- | -------------- |
| España (PROMUSICAE)              | 7              |
| Estados Unidos (Hot Latin Songs) | 41             |

## Historial de lanzamientos
| Región | Fecha               | Formato                    | Etiqueta | Ref.  |
| ------ | ------------------- | -------------------------- | -------- | ----- |
| Varios | 23 de enero de 2020 | Descarga digital streaming | Sony     | [ 8 ] |